# Пълно вътрешно отражение
Пълно вътрешно отражение е явление в оптиката, частен случай на отражение и пречупване на светлината на границата между две среди.

## Същност
Когато светлината преминава от оптично по-плътна към оптично по-рядка среда (например от стъкло към въздух, от вода към въздух и т. н.), част от нея се отразява, а друга част преминава през по-плътната среда, като се пречупва. Каква част ще се отрази и каква ще се пречупи, зависи от ъгъла на падане на светлинните (или слънчевите) лъчи спрямо разделителната повърхност. При определен ъгъл на падане {\displaystyle \theta _{c}}, наречен граничен ъгъл, светлинният лъч се отразява напълно, без да се пречупва. Тогава ъгълът на пречупване е равен на {\displaystyle 90^{\circ }}и настъпва явлението пълно вътрешно отражение. Граничният ъгъл {\displaystyle \theta _{c}} се определя по формулата
{\displaystyle \theta _{c}=\arcsin \left({\frac {n_{2}}{n_{1}}}\right)},
където {\displaystyle n_{1}} и {\displaystyle n_{2}} са показателите на пречупване на двете среди. Тук {\displaystyle n_{2}} се отнася за оптично по-рядката среда.
В геометричната оптика явлението се обяснява в рамките на закона на Снелиус. Считайки, че ъгълът на пречупване не може да превиша {\displaystyle 90^{\circ }}, се получава, че при ъгъл на падане, чийто синус е по-голям от отношението на по-малкия показател на пречупване към по-големия, електромагнитната вълна трябва напълно да се отрази в първата среда.

## Приложение
Пълното вътрешно отражение се използва в оптическите уреди за промяна на посоката на светлинните снопове без загуба на светлина, в поставяните на шосетата и велосипедите светлоотразители и в оптичните влакна.
Пълното вътрешно отражение е причина за миражите, които се наблюдават в пустините или над нагретия асфалт на шосетата. В този случай най-нагрят и следователно най-рядък е приземният въздушен слой, с което се създават условия за пълно вътрешно отражение.